# オクテット (コンピュータ)
オクテット（英: octet、8個組の意味）は、コンピュータの、特に通信関係の分野などで、厳密には8ビット以外を指すこともある「バイト」の代わりに、必ず8ビットのことを指すものとして使われている語である。
「バイト」と違い、「オクテット」は必ず8ビットを意味するものであり、通信分野などでプロトコルなどを定義する際などに必要となる。

## 概要
オクテットの主要な使われ方には、IETFにより発行されるRFCがある。初期の例では1974年のRFC 635で、フランス語、フレンチカナディアン、ルーマニア語で、「8ビット」の意味で「オクテット」の語が「バイト」の代わりに一般的に使われており、「メガバイト (MB)」は「メガオクテット (Mo)」である。
コンピュータの歴史の初期には、「バイト」は「8ビット」の意味とは標準化されておらず、色々なマシンによって、異なる（比較的小さな）サイズの単位を表した。後にSystem/360やマイクロコンピュータの普及によって、「1バイト = 8ビット」の処理系が普及した。2008年発行のIEC 80000-13で正式に「バイト」は8ビットであると定義されたため、今日では「バイト」と「オクテット」はほぼ同義語だが、幾つかの大型コンピュータ（一部のメインフレーム、ミニコンピュータなど）では、混乱を避けるための注意が必要である。
オクテットは8つのバイナリのビットのため、しばしば16進数や10進数や8進数で表現・表示される。8つのビットの全ての値がセットされる（オンになる）と「11111111」となり、これは16進数では「FF」、10進数では「255」、8進数では「377」となる。
オクテットはInternet Protocol (IPv4) コンピュータネットワークのアドレスでも使われている。それらは4オクテットのシリーズから構成されており、通常は10進数で、ドットで区切られて表示される。全ての8ビットのセットがオンになると、ネットワークアドレスの最大値となり「255.255.255.255」となる。

## 一覧
オクテットは、SI接頭語または1998年のIECによる標準化である2進接頭辞で使用することができる。
| 1 kibioctet (Kio) | = 210 octets | = 1,024 octets | = 1,024 octets                             |
| 1 mebioctet (Mio) | = 220 octets | = 1,024 Kio    | = 1,048,576 octets                         |
| 1 gibioctet (Gio) | = 230 octets | = 1,024 Mio    | = 1,073,741,824 octets                     |
| 1 tebioctet (Tio) | = 240 octets | = 1,024 Gio    | = 1,099,511,627,776 octets                 |
| 1 pebioctet (Pio) | = 250 octets | = 1,024 Tio    | = 1,125,899,906,842,624 octets             |
| 1 exbioctet (Eio) | = 260 octets | = 1,024 Pio    | = 1,152,921,504,606,846,976 octets         |
| 1 zebioctet (Zio) | = 270 octets | = 1,024 Eio    | = 1,180,591,620,717,411,303,424 octets     |
| 1 yobioctet (Yio) | = 280 octets | = 1,024 Zio    | = 1,208,925,819,614,629,174,706,176 octets |

10の冪乗単位で、SI接頭語のキロ、メガ、ギガ、テラなどが以下のように付く。
| 1 kilooctet (ko) | = 103 octets  | = 1,000 octets | = 1,000 octets                 |
| 1 megaoctet (Mo) | = 106 octets  | = 1,000 ko     | = 1,000,000 octets             |
| 1 gigaoctet (Go) | = 109 octets  | = 1,000 Mo     | = 1,000,000,000 octets         |
| 1 teraoctet (To) | = 1012 octets | = 1,000 Go     | = 1,000,000,000,000 octets     |
| 1 petaoctet (Po) | = 1015 octets | = 1,000 To     | = 1,000,000,000,000,000 octets |

## 語源
「オクテット」（8個組の意味）は、ラテン語やギリシャ語の数字の「octo-」から来ている。

## 類似の用語
使用例はごく少数ではあるが、類似の用語として例えば RFC 4042 では、9ビットを nonet（9個組、9人組、九重奏の意味）、7ビットを septet (7個組、7人組、七重奏の意味）、16ビットを hexadecet と呼んでいる。
また、4ビットのことを quartet（4個組、4人組、四重奏の意味）と呼ぶこともある（ニブルを参照）。

## その他
Unix系のオペレーティングシステムのファイルシステムのドキュメントでは、ファイルパーミッション（リード、ライト、実行）として使われる3ビットの意味で、混乱した用語として「permission octet」が、正しい「permission triplet」の代わりに時々使われているのが見られることがある。おそらく、パーミッションビットの意味が3桁ごとであることから多用される八進表現 (octal) との混同であろう。

## 参照
1. ↑  Dhanjani, Nitesh (2003). Linux and UNIX Security Portable Reference. Hack Notes. McGraw-Hill Professional. pp. 146. ISBN 0072227869 2009年1月28日閲覧。
2. ↑  “System Administration Guide: Security Services”. docs.sun.com.  サン・マイクロシステムズ, Inc. (2008年). 2009年1月28日閲覧。